# Carl August von Steinheil

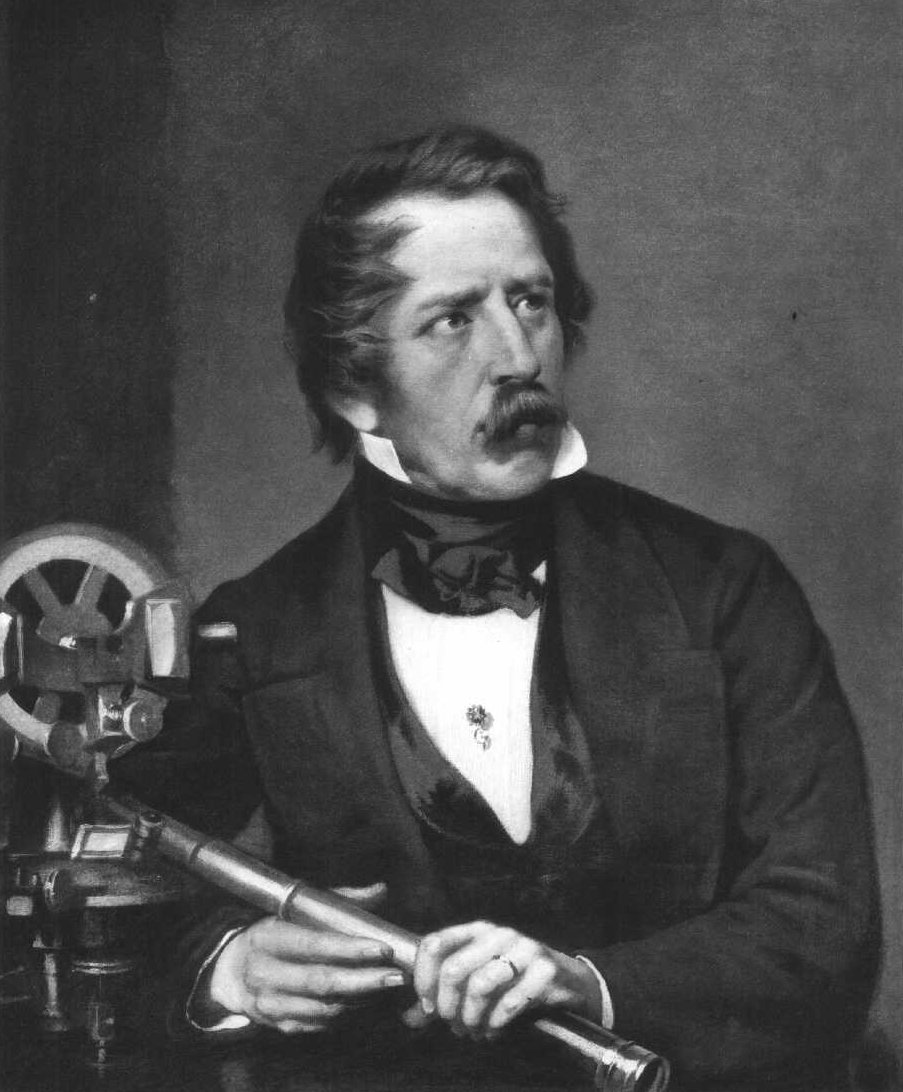
Carl August von Steinheil

Carl August von Steinheil (Rappoltsweiler (Elzas), 12 oktober 1801 – München, 14 september 1870) was een Duits natuurkundige. Hij is vooral bekend van zijn werk op het gebied van de telegrafie en optische instrumentatie, met name telescopen met verzilverde spiegels.

## Biografie
Steinheil studeerde vanaf 1821 rechten in Erlangen en vervolgens astronomie en natuurkunde aan de universiteiten van Göttingen en Koningsbergen bij Friedrich Wilhelm Bessel waar hij in 1825 zijn doctoraat ontving.
Van 1832 tot 1849 was hij hoogleraar in de wis- en natuurkunde aan de universiteit van München. Hij werkte samen met Franz von Kobell om op zilveren gepolijste munten daguerrotypen te maken.
In 1846 werd Steinheil naar Napels geroepen om een nieuwe maten- en gewichtensysteem op te zetten. Drie jaar later ontwierp hij, als bestuurslid van de raad van de telegrafie in de handelsministerie van Oostenrijk, een telegrafienetwerk voor het gehele koninkrijk. Tevens was hij betrokken bij de oprichting van de Deutsch-Österreichischen Telegraphenvereins. In 1851 begon hij een telegrafienetwerk in Zwitserland, waarna hij terugkeerde naar München om 'conservator' te worden. Daarnaast was hij secretaris van het Beierse handelsministerie.

## Werk
| Tekenschrift van Steinheil | Tekenschrift van Steinheil | Tekenschrift van Steinheil | Tekenschrift van Steinheil | Tekenschrift van Steinheil | Tekenschrift van Steinheil | Tekenschrift van Steinheil | Tekenschrift van Steinheil |
| -------------------------- | -------------------------- | -------------------------- | -------------------------- | -------------------------- | -------------------------- | -------------------------- | -------------------------- |
| a                          | .·.                        | h                          | ····                       | s                          | ..··                       | 1                          | .···                       |
| b                          | .··.                       | i, j                       | ·                          | sch                        | .·.·                       | 2                          | ·.··                       |
| c, k                       | ..·                        | l                          | ·..                        | t                          | .·                         | 3                          | ··.·                       |
| ch                         | ....                       | m                          | ···                        | u, v                       | ·.·                        | 4                          | ···.                       |
| d                          | ·.                         | n                          | ··                         | w                          | ·.·.                       | 5                          | ·...                       |
| e                          | .                          | o, 0                       | ...                        | z                          | ··..                       | 6                          | .·..                       |
| f                          | .··                        | p                          | ·..·                       |                            |                            | 7                          | ..·.                       |
| g, 9                       | ··.                        | r                          | ..                         |                            |                            | 8                          | ...·                       |

In 1836 bedacht Steinheil een schrijvende telegraaf, waarbij twee bewegende naalden het ontvangen bericht op een beweegbare strook papier afdrukte. Voor de signaaloverdracht gebruikte hij positieve en negatieve stroompulsen van gelijke lengte. Afhankelijk van de stroomrichting zette een van de twee naalden een punt op het papier. Steinheil beperkte de lengte van de code tot vier punten, zodat er maximaal 30 karakters beschikbaar waren. Hierdoor had niet elke letter of cijfer een eigen code.
Voordeel van de schrijftelegraaf was dat de verzonden informatie werd geregistreerd, zodat men het later op een willekeurig tijdstip kon teruglezen. Desondanks vond zijn uitvinding geen praktische toepassing. Wel stelde hij voor om de aarde als terugleiding te gebruiken, wat kostenbesparend was omdat hiermee een geleidingsdraad werd bespaard. In 1837 legde hij een telegrafielijn aan tussen de Koninklijke Academie in München en de sterrenwacht in Bogenhausen.
In 1839 gebruikte hij zilverchloride en een kartonnen camera om foto's - in negatief - te maken van gebouwen, zoals het Glyptothek museum en de Frauenkirche in München. Vervolgens nam hij een andere foto van het negatief om een positieve foto te verkrijgen, ofwel een zwart-wit reproductie van het gefotografeerde object. Deze ronde foto's waren ongeveer 4 cm breed en zijn werkwijze werd de Steinheil-methode genoemd.
Vanaf 1852 begon hij met de vervaardiging van refractoren en reflectoren met zilvergecoate spiegels. Dit verzilveren werd gedaan met een proces ontwikkeld door zijn vriend Justus von Liebig. Rond 1855 richtte hij het optisch-astronomisch bedrijf C.A. Steinheil und Söhne op voor de productie van telescopen, spectroscopen en de eerste fotometers. Het bedrijf werd in 1862 door zijn zonen Hugo Adolph (1832-93) en Eduard (1830-78) voortgezet.
- Bibliothèque nationale de France: cb103769331 (data)
- Gemeinsame Normdatei: 11900755X
- International Standard Name Identifier: 0000 0000 4405 9523
- Library of Congress Control Number: nb2007017507
- Mathematics Genealogy Project: 225884
- Nederlandse Thesaurus van Auteursnamen: 069431280
- RKD-Nederlands Instituut voor Kunstgeschiedenis: 384024
- Système universitaire de documentation: 174746946
- Virtual International Authority File: 50026194
- WorldCat: E39PBJfrJc8v63HTkBwCkRRVG3